# Evropsko prvenstvo v nogometu 1988
Evropsko prvenstvo v nogometu 1988 je bilo osmo Evropsko prvenstvo v nogometu, ki je med 10. in 25. junijem 1988 potekalo v zahodnonemških mestih München, Gelsenkirchen, Hamburg, Frankfurt, Düsseldorf, Hanover, Stuttgart in Köln. Zmagala je nizozemska reprezentanca, ki je v finalu premagala sovjetsko, v polfinale pa sta se uvrstili še zahodnonemška in italijanska.

## Prizorišča
| München            | Gelsenkirchen        | Hamburg            | Frankfurt             |
| ------------------ | -------------------- | ------------------ | --------------------- |
| Olympiastadion     | Parkstadion          | Volksparkstadion   | Waldstadion           |
| Kapaciteta: 69.000 | Kapaciteta: 62.000   | Kapaciteta: 61.200 | Kapaciteta: 61.000    |
|                    |                      |                    |                       |
| Düsseldorf         | Hanover              | Stuttgart          | Köln                  |
| Rheinstadion       | Niedersachsenstadion | Neckarstadion      | Müngersdorfer Stadion |
| Kapaciteta: 55.850 | Kapaciteta: 50.423   | Kapaciteta: 50.000 | Kapaciteta: 47.000    |
|                    |                      |                    |                       |

## Tekmovanje

### Predtekmovanje

#### Skupina A
| Reprezentanca   | OT | Z | N | P | DG | PG | GR | TOČ |
| --------------- | -- | - | - | - | -- | -- | -- | --- |
| Zahodna Nemčija | 3  | 2 | 1 | 0 | 5  | 1  | +4 | 5   |
| Italija         | 3  | 2 | 1 | 0 | 4  | 1  | +3 | 5   |
| Španija         | 3  | 1 | 0 | 2 | 3  | 5  | −2 | 2   |
| Danska          | 3  | 0 | 0 | 3 | 2  | 7  | −5 | 0   |

| 10. junij 1988 20:15 | Zahodna Nemčija | 1 – 1      | Italija     | Stadion: Rheinstadion, Düsseldorf Gledalcev: 62.552 |
| 10. junij 1988 20:15 | Brehme 55'      | (Poročilo) | Mancini 52' | Stadion: Rheinstadion, Düsseldorf Gledalcev: 62.552 |

| 11. junij 1988 15:30 | Danska                  | 2 – 3      | Španija                               | Stadion: Niedersachsenstadion, Hanover Gledalcev: 60.366 |
| 11. junij 1988 15:30 | Laudrup 24' Povlsen 82' | (Poročilo) | Míchel 5' Butragueño 52' Gordillo 67' | Stadion: Niedersachsenstadion, Hanover Gledalcev: 60.366 |

| 14. junij 1988 17:15 | Zahodna Nemčija        | 2 – 0      | Danska | Stadion: Parkstadion, Gelsenkirchen Gledalcev: 64.812 |
| 14. junij 1988 17:15 | Klinsmann 10' Thon 85' | (Poročilo) |        | Stadion: Parkstadion, Gelsenkirchen Gledalcev: 64.812 |

| 14. junij 1988 20:15 | Italija    | 1 – 0      | Španija | Stadion: Waldstadion, Frankfurt Gledalcev: 51.790 |
| 14. junij 1988 20:15 | Vialli 73' | (Poročilo) |         | Stadion: Waldstadion, Frankfurt Gledalcev: 51.790 |

| 17. junij 1988 20:15 | Zahodna Nemčija | 2 – 0      | Španija | Stadion: Olympiastadion, München Gledalcev: 72.308 |
| 17. junij 1988 20:15 | Völler 29' 51'  | (Poročilo) |         | Stadion: Olympiastadion, München Gledalcev: 72.308 |

| 17. junij 1988 20:15 | Italija                       | 2 – 0      | Danska | Stadion: Müngersdorfer Stadion, Köln Gledalcev: 53.951 |
| 17. junij 1988 20:15 | Altobelli 67' De Agostini 87' | (Poročilo) |        | Stadion: Müngersdorfer Stadion, Köln Gledalcev: 53.951 |

#### Skupina B
| Reprezentanca   | OT | Z | N | P | DG | PG | GR | TOČ |
| --------------- | -- | - | - | - | -- | -- | -- | --- |
| Sovjetska zveza | 3  | 2 | 1 | 0 | 5  | 2  | +3 | 5   |
| Nizozemska      | 3  | 2 | 0 | 1 | 4  | 2  | +2 | 4   |
| Irska           | 3  | 1 | 1 | 1 | 2  | 2  | 0  | 3   |
| Anglija         | 3  | 0 | 0 | 3 | 2  | 7  | −5 | 0   |

| 12. junij 1988 15:30 | Anglija | 0 – 1      | Irska       | Stadion: Neckarstadion, Stuttgart Gledalcev: 51.573 |
| 12. junij 1988 15:30 |         | (Poročilo) | Houghton 6' | Stadion: Neckarstadion, Stuttgart Gledalcev: 51.573 |

| 12. junij 1988 20:15 | Nizozemska | 0 – 1      | Sovjetska zveza | Stadion: Müngersdorfer Stadion, Köln Gledalcev: 60.000 |
| 12. junij 1988 20:15 |            | (Poročilo) | Rac 52'         | Stadion: Müngersdorfer Stadion, Köln Gledalcev: 60.000 |

| 15. junij 1988 17:15 | Anglija    | 1 – 3      | Nizozemska             | Stadion: Rheinstadion, Düsseldorf Gledalcev: 63.940 |
| 15. junij 1988 17:15 | Robson 53' | (Poročilo) | Van Basten 44' 71' 75' | Stadion: Rheinstadion, Düsseldorf Gledalcev: 63.940 |

| 15. junij 1988 20:15 | Irska      | 1 – 1      | Sovjetska zveza | Stadion: Niedersachsenstadion, Hanover Gledalcev: 38.308 |
| 15. junij 1988 20:15 | Whelan 38' | (Poročilo) | Protasov 74'    | Stadion: Niedersachsenstadion, Hanover Gledalcev: 38.308 |

| 18. junij 1988 15:30 | Anglija   | 1 – 3      | Sovjetska zveza                           | Stadion: Waldstadion, Frankfurt Gledalcev: 53.000 |
| 18. junij 1988 15:30 | Adams 16' | (Poročilo) | Alejnikov 3' Mihailičenko 28' Pasulko 73' | Stadion: Waldstadion, Frankfurt Gledalcev: 53.000 |

| 18. junij 1988 15:30 | Irska | 0 – 1      | Nizozemska | Stadion: Parkstadion, Gelsenkirchen Gledalcev: 60.800 |
| 18. junij 1988 15:30 |       | (Poročilo) | Kieft 82'  | Stadion: Parkstadion, Gelsenkirchen Gledalcev: 60.800 |

### Zaključni del
|  | Polfinale                              | Polfinale       |   |  | Finale                               | Finale |  |
|  |                                        |                 |   |  |                                      |        |  |
|  | 21. junij – Hamburg (Volksparkstadion) |                 |   |  |                                      |        |  |
|  | Zahodna Nemčija                        | 1               |   |  |                                      |        |  |
|  | Nizozemska                             | 2               |   |  |                                      |        |  |
|  |                                        |                 |   |  |                                      |        |  |
|  |                                        |                 |   |  | 25. junij – München (Olympiastadion) |        |  |
|  |                                        |                 |   |  | Nizozemska                           | 2      |  |
|  |                                        | Sovjetska zveza | 0 |  |                                      |        |  |
|  |                                        |                 |   |  |                                      |        |  |
|  |                                        |                 |   |  |                                      |        |  |
|  |                                        |                 |   |  |                                      |        |  |
|  | 22. junij – Stuttgart (Neckarstadion)  |                 |   |  |                                      |        |  |
|  | Italija                                | 0               |   |  |                                      |        |  |
|  | Sovjetska zveza                        | 2               |   |  |                                      |        |  |

### Polfinale
| 21. junij 1988 20:15 | Zahodna Nemčija     | 1 – 2      | Nizozemska                          | Stadion: Volksparkstadion, Hamburg Gledalcev: 61.330 Sodnik: Ioan Igna |
| 21. junij 1988 20:15 | Matthäus 55' (pen.) | (Poročilo) | R. Koeman 74' (pen.) Van Basten 88' | Stadion: Volksparkstadion, Hamburg Gledalcev: 61.330 Sodnik: Ioan Igna |

| 22. junij 1988 20:15 | Sovjetska zveza             | 2 – 0      | Italija | Stadion: Neckarstadion, Stuttgart Gledalcev: 61.606 Sodnik: Alexis Ponnet |
| 22. junij 1988 20:15 | Litovčenko 58' Protasov 62' | (Poročilo) |         | Stadion: Neckarstadion, Stuttgart Gledalcev: 61.606 Sodnik: Alexis Ponnet |

### Finale
| 25. junij 1988 15:30 | Sovjetska zveza | 0 – 2      | Nizozemska                | Stadion: Olympiastadion, München Gledalcev: 72.308 Sodnik: Michel Vautrot |
| 25. junij 1988 15:30 |                 | (Poročilo) | Gullit 32' Van Basten 54' | Stadion: Olympiastadion, München Gledalcev: 72.308 Sodnik: Michel Vautrot |

## Statistika

### Strelci
| 5 golov - Marco van Basten 2 gola - Rudi Völler - Oleg Protasov 1 gol - Michael Laudrup - Flemming Povlsen - Tony Adams - Bryan Robson - Andreas Brehme - Jürgen Klinsmann - Lothar Matthäus - Olaf Thon | - Alessandro Altobelli - Luigi De Agostini - Roberto Mancini - Gianluca Vialli - Ruud Gullit - Wim Kieft - Ronald Koeman - Ray Houghton - Ronnie Whelan - Sergej Alejnikov - Genadij Litovtčenko - Aleksej Mihailičenko - Viktor Pasulko - Vasilij Rac - Emilio Butragueño - Rafael Gordillo - Míchel |